# 金正浩
金 正浩（キム・ジョンホ、生没年不詳、1804年頃 - 1866年頃）は、李氏朝鮮の実学者、地理学者。朝鮮において初めて精巧な全国地図『大東輿地図』を作成した人物として知られているが、詳しい経歴は伝わらない。字は伯元、白溫、伯之。号は古山子。

## 経歴
黄海道で生まれたとされる。漢陽に上京、1834年（純祖34）に『青邱線表図』（『青邱図』『青丘要覧』とも呼ばれる）2冊を作成し、ついで『地球図』、1861年（哲宗12）に『大東輿地図』『新増大東輿地図』を作成・印刷した。『東国輿地攷』『大東地誌』も編集した。彼の作成した『大東輿地図』を興宣大院君に献上したところ、その精巧な地図を見て、国家機密を漏らしたという罪で投獄され、その版木は没収焼却されたと言われてきたが、実はそうではなかったとみられている。
崇実大学校と高麗大学校に『大東輿地図』の木版が残っており、『大東輿地図』の製作を後援した崔漢綺、申櫶も処罰されてはいなかった。史書に残る金正浩の項にも処罰や獄死を示すような文言はない。これを、韓国の歴史学では朝鮮総督府の捏造と見ている。

## 大東輿地図

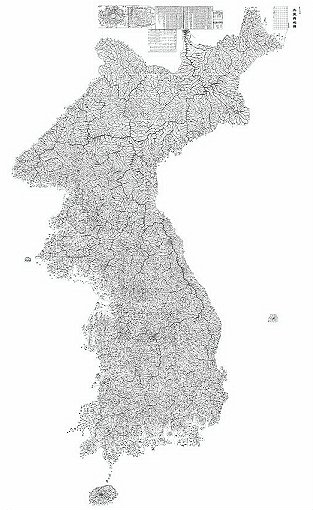
『大東輿地図』

『大東輿地図』を完成させた金正浩は、しばしば「朝鮮の伊能忠敬」と形容される。

## 登場作品
映画
- 古山子（コサンジャ） 王朝に背いた男（朝鮮語版）（2016年、韓国、演：チャ・スンウォン）